# Bradycellus velatus
Bradycellus velatus är en skalbaggsart som beskrevs av Darlington 1934. Bradycellus velatus ingår i släktet Bradycellus och familjen jordlöpare. Inga underarter finns listade i Catalogue of Life.